# Ghanem Ghubash
Ghanem Ghubash là một nhà sản xuất phim người UAE tại Các Tiểu vương quốc Ả Rập Thống nhất. Ông chính là nhà sáng tạo và sản xuất bộ phim khoa học viễn tưởng đầu tiên của UAE trong thế giới Ả Rập có tên là Aerials (Không trung), và là nhà sản xuất bộ phim khoa học viễn tưởng hậu tận thế The Sons of Two Suns (Những đứa con hai Mặt Trời).

## Thân thế và sự nghiệp
Ghanem Ghubash là con trai của nhà báo, Tiến sĩ Mohammad Obaid Ghubash, nguyên chủ tịch Liên đoàn Cờ vua UAE. Tên ông được đặt theo tên chú của mình là Ghanem Obaid Ghubash, nguyên chủ tịch Hiệp hội Bóng đá UAE vào thập niên 1970, và được coi là một trong những trí thức hàng đầu của Các Tiểu vương quốc Ả Rập Thống nhất.
Ghanem học làm phim tại UCSD trước khi khởi nghiệp sản xuất phim ở Dubai, Các Tiểu vương quốc Ả Rập Thống nhất. Ông thành lập nên công ty Fat Brothers Films cùng với người bạn thời thơ ấu và đạo diễn phim S. A. Zaidi có trụ sở tại UAE. Công ty được đặt theo tên của họ vì mọi người thường gọi họ là Fat Brothers, hoặc bộ đôi năng động.

## Danh mục phim
| Năm  | Phim                                              | Vai trò           | Thể loại            | Chú thích   |
| ---- | ------------------------------------------------- | ----------------- | ------------------- | ----------- |
| 2013 | The Sons of Two Suns (Những đứa con hai Mặt Trời) | Nhà sản xuất phim | Khoa học viễn tưởng | Phim ngắn   |
| 2016 | Aerials (Không trung)                             | Nhà sản xuất phim | Khoa học viễn tưởng | Phim truyện |